# Blaafarveværket
Музей «Blaafarveværket» (норв. Blaafarveværket Modum) — колишня гірничодобувна компанія в норвезькій комуні Модум, заснована 1776 року королем Кристіаном VII; після наполеонівських воєн компанію передано приватним власникам і в період 1821—1849 років вона стала найбільшою промисловою компанією країни, займаючи 80 % світового ринку виробництва синьої фарби для паперової, фарфорової і скляної промисловості. 1968 року колишні заводські приміщення і шахти придбав фонд «Stiftelsen Modums Blaafarveværk», який створив на їх базі музей просто неба і художню галерею; галерея щорічно проводить масштабну художню виставку. Нині це великий промисловий музей та художня галерея, найбільший і найкраще збережений музей шахт у Європі та одна з найвідвідуваніших пам'яток Норвегії.

## Історія й опис

### Фабрика
1772 року гірничий розвідник Оле Відтлох виявив у цій місцевості яскраво-синю сполуку кобальту. Після відкриття унікальної фабрики її продукцію стали експортувати по всьому світу — 1788 року яскраво синю фарбу для скла та порцеляни завезли в Китай і Японію. 1827 року в місцевих шахтах працювали близько 500 робітників — до 1840 року їх число зросло до 1200 осіб. Але вже 1848 року фабрика збанкрутувала, а через рік її придбала англійська компанія «Goodhall & Reeves»; 1855 року завод став власністю саксонської компанії «Nickelhütte Aue». У 1930-х роках частини великого об'єкта знесли і, одночасно, почали реставраційні роботи в решті будівель. У кінці 1960-х років район знову почав використовуватися в промислових цілях, хоча і в значно менших масштабах.

### Образотворче мистецтво
У вересні 1968 року К'єлл Расмус Стейнсвік виявив, що приміщення колишньої найбільшої промислової компанії країни «Blaafarveværket» повільно руйнуються; разом зі своєю дружиною Тон Тондінг Стейнсвік він почав роботу з порятунку зони. Фонд «Stiftelsen Modums Blaafarveværk» засновано 1970 року: його діяльність, спрямована на створення музею, зустріла опір з боку муніципалітету та місцевих жителів, які хотіли зберегти промислове виробництво і свої робочі місця. У підсумку, центр визнано пам'яткою архітектури: колишні шахти стали охоронятися, а будівлі — підтримуватися.
1993 року колишні кобальтові копальні знову відкрив — як музей — король Гаральд V. Blaafarvværket став одним з 10 найвідвідуваніших музеїв Норвегії; на його території, що тягнеться на 8 км, стали проходити щорічні художні виставки. 2018 року музей названо норвезьким «Музеєм року». Від 1978 року у виставкових будівлях центру стали демонструвати класичне мистецтво північних країн, а в XXI столітті в музеї все частіше стали проходити виставки сучасного мистецтва. 2016 року тут пройшла групова виставка «Møter med Kai Fjell», що включала роботи Ларса Кноттеруда Еллінга (нар. 1966) і Хокона Антона Фагероса (нар. 1975). У травні-вересні 2005 року тут пройшла перша в Норвегії ретроспективна виставка норвезько-американської сучасної художниці Іди Лоренцен (нар. 1951) і данського класичного художника Вільгельма Гаммершоя (Vilhelm Hammershøi, 1864—1916) «The Magic of Quietness».